# Ridderorden in Rhodesië
Toen het nog een Britse kolonie was gebruikte men in Zambia Britse onderscheidingen zoals de
- Orde van het Britse Rijk

en de
Orde van Sint-Michaël en Sint-George
In de in 1965 eenzijdig onafhankelijk verklaarde en 1970 tot uitgeroepen Republiek Rhodesië werd een op een ridderorde lijkende instelling ingesteld. 
- Het Legioen van Verdienste (Engels: "Legion of Merit") 4 november 1970

Daarnaast waren er 32 onderscheidingen in de vorm van medailles.
In 1979 werd Zimbabwe-Rhodesia gesticht, In 1980 werd het land onafhankelijk onder de naam Zimbabwe. Voor de ridderorden van de Republiek Zimbabwe, zie de ridderorden in Zimbabwe.